# Arisa Komiya
Arisa Komiya (小宮 有紗, Komiya Arisa) (Tochigi, 5 februari 1994) is een Japanse actrice die de rol van Yoko Usami/Gele Buster vertolkt in de 2012 Super Sentai series Tokumei Sentai Go-Busters. Ze is momenteel aangesloten bij Box Corporation.

## Filmografie

### Tv-series
- High School Debut (2011)
- Tokumei Sentai Go-Busters als Yoko Usami/Gele Buster (2012)

### Films
- Gomennasai als Yoko Fujita (2011)
- Kaizoku Sentai Gokaiger vs. Space Sheriff Gavan: The Movie als Gele Buster (stem verleend) (2012)
- Kamen Rider × Super Sentai: Super Hero Taisen als Yoko Usami/Gele Buster (2012)

### Toneel
- Girls Prison Opera (2011)